# Чокирлія (Констанца)
Чокирлія (рум. Ciocârlia) — село у повіті Констанца в Румунії. Адміністративний центр комуни Чокирлія.
Село розташоване на відстані 178 км на схід від Бухареста, 28 км на захід від Констанци, 148 км на південь від Галаца.

## Населення
За даними перепису населення 2002 року у селі проживали 1619 осіб.
Національний склад населення села:
| Національність | Кількість осіб | Відсоток |
| -------------- | -------------- | -------- |
| румуни         | 1391           | 85,9%    |
| татари         | 213            | 13,2%    |
| турки          | 11             | 0,7%     |

Рідною мовою назвали:
| Мова      | Кількість осіб | Відсоток |
| --------- | -------------- | -------- |
| румунська | 1396           | 86,2%    |
| татарська | 207            | 12,8%    |
| турецька  | 11             | 0,7%     |